# Rudaczek szerokosterny
Rudaczek szerokosterny (Selasphorus platycercus) – gatunek małego ptaka z rodziny kolibrowatych (Trochilidae), zamieszkującego Amerykę Północną. Skrzydła samca poza okresem pierzenia w locie charakterystycznie, głośno bzyczą. Lot tokowy (jak u dużej liczby gatunków kolibrów) jest w kształcie litery U.
SystematykaNie wyróżnia się podgatunków; proponowany podgatunek S. p. guatemalae, który miałby obejmować populację z Gwatemali, nie jest obecnie uznawany.
WyglądDługość ciała 9–10 cm. Samiec – jest to jedyny zachodni koliber mający zielone ciemię i różowe gardło. Samica – gardło w brązowe plamki, boki jasnopłowe. U obu płci widoczny szeroki ogon.
Zasięg, środowiskoZachodnie i zachodnio-środkowe USA (południowe Idaho i północny Wyoming na południe po wschodnią Kalifornię, Arizonę i południowo-zachodni Teksas) i dalej na południe przez wyżyny Meksyku po wyżyny Gwatemali. Północne populacje zimują w Meksyku i Gwatemali. Łąki, kępy kwiatów w szpilkowych i osikowych lasach.
StatusMiędzynarodowa Unia Ochrony Przyrody (IUCN) uznaje rudaczka szerokosternego za gatunek najmniejszej troski (LC – least concern) nieprzerwanie od 1988 roku. Organizacja Partners in Flight w 2022 roku szacowała liczebność populacji na około 9,8 miliona dorosłych osobników, a jej trend oceniała jako spadkowy.